# 零口街道
零口街道，是中华人民共和国陕西省西安市临潼区下辖的一个街道办事处。

## 行政区划
零口街道下辖以下地区：
零口社区、零口村、大寨村、王庙村、南罗村、北潘村、南韦村、冯李村、金李村、西段村、范家村、北牛村、零塬村、三府村、董庙村、孟塬村和西洼村。